# Baerida
Baerida is een orde van sponsdieren uit de klasse van de Calcarea (kalksponzen).

## Families
- Baeriidae Borojevic, Boury-Esnault & Vacelet, 2000
- Lepidoleuconidae Vacelet, 1967
- Petrobionidae Borojevic, 1979
- Trichogypsiidae Borojevic, Boury-Esnault & Vacelet, 2000